# Бразе-ан-Морван
Бразе́-ан-Морва́н (фр. Brazey-en-Morvan) — коммуна во Франции, находится в регионе Бургундия. Департамент коммуны — Кот-д’Ор. Входит в состав кантона Льерне. Округ коммуны — Бон.
Код INSEE коммуны — 21102.

## Население
Население коммуны на 2010 год составляло 161 человек.
| 1962 | 1968 | 1975 | 1982 | 1990 | 1999 | 2010 |
| ---- | ---- | ---- | ---- | ---- | ---- | ---- |
| 224  | 225  | 204  | 162  | 158  | 156  | 161  |

## Экономика
В 2010 году среди 91 человека трудоспособного возраста (15—64 лет) 67 были экономически активными, 24 — неактивными (показатель активности — 73,6 %, в 1999 году было 69,7 %). Из 67 активных жителей работали 59 человек (27 мужчин и 32 женщины), безработных было 8 (2 мужчин и 6 женщин). Среди 24 неактивных 5 человек были учениками или студентами, 14 — пенсионерами, 5 были неактивными по другим причинам.